# Isra Vision
Die Isra Vision GmbH mit Sitz in Darmstadt ist ein Anbieter von Automatisierungslösungen aus dem Bereich industrielle Bildverarbeitung und Machine Vision. Das Unternehmen beschäftigte im Juli 2023 weltweit rund 1200 Mitarbeiter an 25 Standorten in der Oberflächeninspektion von Bahnwaren sowie der 3D-Roboterführung.

## Geschäftstätigkeit
Isra Vision ist Anbieter von optischen Systemen für eine Vielzahl von Anwendungen und Industrien und unterhält Niederlassungen und Produktionsstätten in Deutschland, den USA, Brasilien, China, Japan, Südkorea, Russland sowie weiteren europäischen Staaten.
Die Machine Vision-Lösungen von Isra Vision werden zur Qualitätsinspektion und Roboterführung in der automatisierten Produktion eingesetzt und ermöglichen die vollautomatische Ausführung etwa von Produktprüfungen oder Greifprozessen. Seit der Unternehmensgründung 1985 installierte ISRA mehr als 10.000 Machine Vision-Systeme. Von ISRA selbst als „sehende Systeme“ bezeichnet, verbinden sie Beleuchtungseinheiten, Sensortechnologie, Hard- und Software sowie weitere mechanische Komponenten, um das menschliche Auge nachzuahmen und in der Präzision zu übertreffen. Erkenntnisse aus unterschiedlichen wissenschaftlichen Gebieten wie Optik, Beleuchtungstechnik, Vermessungstechnik, Physik und Informationstechnologie fließen in die Konzeption und Umsetzung eines Machine Vision-Systems ein. Das Unternehmen entwickelt neben dem Systemdesign auch Sensoren, Beleuchtungsmodule sowie Software in Eigenleistung und sorgt für die korrekte Implementierung vor Ort. Verwendung finden die verschiedenen Systemgruppen in unterschiedlichsten Wirtschaftszweigen, unter anderem in der Automobil-, Solar-, Glas-, Metall-, Druck- und Kunststoffindustrie.
Im Segment Surface Vision entwickelt und vertreibt Isra Lösungen zur Inspektion unterschiedlicher Oberflächen und Bahnwaren. Hierzu zählen vor allem Metalle, Float-Glas, Plastikfolien, Film-, Vlies- und Papiermaterialien, Druckerzeugnisse sowie Solarzellen und -module.
Das Segment Industrial Automation ist konzentriert auf Anwendungen der Roboterführung mittels 3D Systemen für die Montage, Vermessung, Formerkennung und Qualitätskontrolle insbesondere im  Fahrzeugbau.
Beide Systemgruppen werden ergänzt durch eine übergeordnete Software-Architektur zur Auswertung von Qualitäts- und Prozessdaten für ein umfassendes Ertragsmanagement.

## Geschichte
Isra wurde 1985 durch Abspaltung von der Technischen Universität Darmstadt gegründet. Gründer und CEO des Unternehmens war Enis Ersü, zum Zeitpunkt der Ausgründung ein Wissenschaftler der TU Darmstadt im Fachbereich Robotik und Sensorik. Im Jahr 1997 erfolgte die Firmierung als Isra Vision GmbH, gefolgt vom Börsengang des Unternehmens im Jahr 2000. 
Im Jahr 2020 ging Isra eine strategische Partnerschaft mit dem schwedischen Industriekonzern Atlas Copco ein.
Atlas Copco gab im Februar 2020 bekannt, es werde Isra Vision durch ein freiwilliges öffentliches Angebot übernehmen; den Aktionären von Isra wurde 50 Euro pro Aktie in bar geboten. Nach dem erfolgreichen Abschluss des Angebots, beschloss die Hauptversammlung der Isra Vision im Dezember 2020 den Ausschluss der verbliebenen Minderheitsaktionäre. Damit endete die Börsennotierung der Isra Vision, die zuletzt als Mitglied des SDAX und TecDAX notiert war.
Als Zentrale der eigenständigen Division Machine Vision Solutions im Atlas Copco Geschäftsbereich Industrial Technique wurde das Unternehmen seither weiterhin mit denselben Mitgliedern des Vorstands und Aufsichtsrats unter der Firma Isra Vision AG geführt. Atlas Copco bringt für die neue Division auch den zuvor erworbenen Spezialisten für Bildverarbeitung und visuelle Qualitätskontrolle Quiss GmbH und das auf automatisierte Messtechnik spezialisierte US-Unternehmen Perceptron ein.
Nach dem Rückzug von Gründer und CEO Enis Ersü aus seiner aktiven Tätigkeit Ende Juni 2021 wird das Unternehmen von Tomas Lundin und Johannes Giet geführt.
Nach der vollständigen Übernahme wurde für die Integration in die Atlas Copco Gruppe im Dezember 2021 der Rechtsformwechsel von der AG in eine GmbH vollzogen.

## Auszeichnungen
Für Innovationen im Bereich maschinelles Sehen erhielt das Unternehmen in den Jahren 1987, 1995 und 2012 den Hessischen Innovationspreis, wurde 2003, 2004, 2005 und 2012 im Wettbewerb Technology Fast 50 für das qualitative und schnelle Wachstum ausgezeichnet und nach 2007 auch 2010 unter die TOP 100 der innovativsten Unternehmen im deutschen Mittelstand gewählt. Darüber hinaus erhielt ISRA 2012 den Intersolar Award für ein neuartiges System zur Inspektion von Solarzellen.
2015 erhielt Isra Vision den Innovationspreis der deutschen Wirtschaft als Sieger in der Kategorie „mittelständische Unternehmen“. ISRA erhielt die Auszeichnung für die innovative 3D Sensorproduktfamilie „Plug & Automate“, die mit besonders einfacher Installation und Steuerung jedem Unternehmen die 3D-Roboterautomatisierung ermöglicht.